# Sinistra Unita (Slovenia)
Sinistra Unita (in sloveno Združena levica, abbreviato in ZL) è stata un'alleanza elettorale slovena di orientamento socialista e anticapitalista, nata nel 2014 per partecipare alle elezioni europee.

## Storia
La coalizione è stata formata il 1º marzo 2014, dall'unione di Partito Democratico del Lavoro, Partito per lo Sviluppo Sostenibile della Slovenia e Iniziativa per il Socialismo Democratico.
Si è presentata alle elezioni europee del 2014 ottenendo il 5,5%.
Successivamente ha partecipato alle elezioni parlamentari dello stesso anno, ottenendo il 6% dei consensi.
Nel giugno 2017, il Partito per lo Sviluppo Sostenibile della Slovenia e l'Iniziativa per il Socialismo Democratico si sono fusi, fondando La Sinistra.

## Ideologia
La formazione si riconosce nei valori dell'anticapitalismo, dell'ecosocialismo e del socialismo democratico.
I leader di Sinistra Unita si definiscono esplicitamente euroscettici, chiedendo la fine delle politiche neoliberiste di austerity messe in atto dall'Unione europea.
Le posizioni del partito sono considerate vicine a quelle di SYRIZA, il partito di sinistra radicale greco di Alexīs Tsipras. L'Iniziativa per il Socialismo Democratico, dopo la firma del terzo memorandum di austerità da parte del governo Tsipras, ha giudicato la firma come una capitolazione e ha avviato una revisione della linea politica per includere l'uscita dall'Unione Monetaria Europea.
Luka Mesec, uno dei principali esponenti di Sinistra Unita, è stato paragonato per il suo carisma ad Alexīs Tsipras e allo spagnolo Pablo Iglesias Turrión di Podemos dal filosofo croato Srećko Horvat, che sul Guardian ha sostenuto che i tre leader avrebbero la possibilità di realizzare finalmente i sogni e le aspirazioni del movimento studentesco del 1968 nei loro rispettivi paesi.

## Risultati elettorali
| Elezione          | Voti   | %    | Seggi  |
| ----------------- | ------ | ---- | ------ |
| Europee 2014      | 21 985 | 5,47 | 0 / 8  |
| Parlamentari 2014 | 52 189 | 5,97 | 6 / 90 |